# Чёрный вдовец
«Black Widower» (с англ. — «Чёрный вдовец») — двадцать первая серия третьего сезона мультсериала «Симпсоны», премьера которого состоялась 9 апреля 1992 года.

## Сюжет
Тётя Сельма знакомит семью Симпсонов со своим новым кавалером по переписке. Им оказывается освобождённый из тюрьмы Сайдшоу Боб. Во время обеда Боб рассказывает, что, находясь в тюрьме, он начал разжигать ненависть и желание убить Барта за разоблачение его преступления, заключающегося в подставе клоуна Красти, и начал замышлять месть. Однако, получив ответ Сельмы на его «Тюремную переписку от друзей», он влюбился в неё и был вдохновлён стать образцовым заключённым, получив досрочное освобождение.
Боб делает предложение Сельме, и она соглашается. Он появляется на телемарафоне Клоуна Красти, где они примиряются. Лиза призывает Барта простить Боба, но мальчик отказывается верить, что Боб исправился. Когда Сельма обнаруживает, что Боб ненавидит её любимого МакГайвера, свадьба почти отменяется, пока Боб не принимает предложение Гомера позволить Сельме смотреть его в одиночестве, пока он гуляет.
Во время подготовки Сельма просит Боба выбрать цветы, так как у неё нет чувства обоняния после несчастного случая с бутылочной ракетой. На церемонии Сельма обещает бросить курить — теперь куря только после еды и эпизодов МакГайвера.
Симпсоны получают запись медового месяца Боба и Сельмы, на которой запечатлена тирада Боба по поводу отсутствия газового камина в их гостиничном номере. Услышав, что далее в программе будет «МакГайвер», Барт понимает, что Сельме грозит опасность. Барт объясняет это Мардж, и Симпсоны мчатся в гостиничный номер.
Когда Сельма удаляётся одна, чтобы посмотреть МакГайвера, её номер в отеле взрывается. Боб возвращается, ожидая смерти Сельмы, но она невредима. Симпсоны и полиция задерживают Боба. Барт объясняет, как он разоблачил схему Боба: Боб открыл газовый клапан в гостиничном номере, зная, что Сельма не почувствует запаха утечки. Он ушёл, пока она смотрела МакГайвера, зная, что она потом закурит сигарету и вызовет взрыв.
Хотя Барт сорвал заговор, шеф Виггам рассеянно бросил в комнату спичку после того, как выкурил праздничную сигару, что вызвало взрыв. Боба, снова поклявшийся отомстить Барту, уводит полиция. Поскольку Сельма обвиняет себя в том, что её чуть не убили, Мардж хвалит Барта за то, что сорвал заговор Боба и не потерял к нему недоверие.

## Культурные отсылки
- Номер 24601 на рубашке Боба был номером Хэнка Дженнингса в «Твин Пикс» и номером директора Скиннера во Вьетнаме. Кроме того, это был тюремный номер Жана Вальжана, главного героя романа Виктора Гюго «Отверженные»
- Когда Пэтти говорит «Я должна сказать вам одну вещь, очень неприятную!», Лиза представляет себе Сельму и идущего рядом с ней громадного человека с тростью и мешком на голове. Это отсылка к фильму «Человек-слон», где главный герой, Джон Меррик, чтобы скрыть своё внешнее уродство, надевал себе на голову мешок.